# August Dvorak
August Dvorak (Glencoe, 5 maggio 1894 – 10 ottobre 1975) è stato uno psicologo e insegnante statunitense.
È uno degli inventori della tastiera semplificata Dvorak, che prende il suo nome, introdotta nel libro del 1936 Typewriting Behavior. È lontano parente del compositore ceco Antonín Dvořák.
Dopo dieci anni di ricerche assieme a suo cognato William Dealay, nel 1932 crea la tastiera semplificata Dvorak. Dvorak spera allora che sostituirà l'obsoleta tastiera QWERTY inventata da Sholes nel 1873 per la prima macchina da scrivere.
Nella sua opera Typewriting Behavior: Psychology Applied to Teaching and Learning Typewriting, scritta assieme Dealey, Nellie Merrick e Gertrude Ford, Dvorak descrive le sue scoperte nel campo dell'ergonomia, della matematica, della psicologia e fisiologia della dattilografia.